# Pennatula rubra
Pennatula rubra är en korallart som först beskrevs av Ellis 1764.  Pennatula rubra ingår i släktet Pennatula och familjen Pennatulidae. Inga underarter finns listade i Catalogue of Life.